# Verner Järvinen
Venne "Verner" Järvinen (* 4. März 1870 in Juupajoki, Pirkanmaa; † 31. Januar 1941 in Tampere) war ein finnischer Leichtathlet, der in mehreren Wurfdisziplinen antrat, dessen eigentliche Stärke aber im Diskuswurf lag.
Bei den Olympischen Zwischenspielen 1906 in Athen trat er im Kugelstoßen, Steinstoßen, Diskuswurf und Speerwurf an. Im Kugelstoßen und im Steinstoßen platzierte sich Järvinen nicht unter den ersten Sechs. Im Speerwurf wurde er Fünfter. Im Diskuswurf belegte er mit 36,82 Meter den dritten Platz.
In Athen wurde außerdem noch ein Wettbewerb im Diskuswurf im griechischen Stil ausgetragen. In diesem Wettbewerb wurde der Diskus von einem Abwurfhügel aus dem Stand mit Anschwung geworfen, um die Technik nachzuahmen, die in der berühmten Statue Diskobolos des antiken Bildhauers Myron überliefert ist. Diesen Wettbewerb im griechischen Stil gewann Verner Järvinen mit 35,17 Meter vor dem Griechen Nikolaos Georgandas mit 32,80 Meter.
Bei den Olympischen Spielen 1908 in London erreichte Järvinen weder im Kugelstoßen noch im Speerwurf das Finale. Im Diskuswurf wurde er Vierter mit 39,43 Meter. Auch der Diskuswurf im griechischen Stil wurde in London ausgetragen und Järvinen belegte mit 36,48 Meter den dritten Platz hinter den US-Amerikanern Martin Sheridan (38,00 Meter) und Bill Horr (37,32 Meter).
Vier Jahre später trat Järvinen mit nunmehr 42 Jahren noch einmal bei Olympischen Spielen 1912 an. In Stockholm wurde er im Diskuswurf 15. und im beidhändigen Diskuswurf – je ein Wurf mit dem rechten Arm und ein Wurf mit dem linken Arm wurden addiert – wurde er Zwölfter.
Drei Söhne von Verner Järvinen waren ebenfalls finnische Olympiateilnehmer. Kaarlo Järvinen (1903–1941) war 1932 Achter im Kugelstoßen. Akilles Järvinen (1905–1943) gewann 1928 und 1932 Silber im Zehnkampf. Der jüngste der drei Brüder, Matti Järvinen (1909–1985), war der erfolgreichste. Er gewann 1932 Gold im Speerwurf und gehört zu den besten Speerwerfern überhaupt.